# Kormos gyümölcsrigó
A kormos gyümölcsrigó (Melanorectes nigrescens) a madarak (Aves) osztályának verébalakúak (Passeriformes) rendjébe, ezen belül a légyvadászfélék (Pachycephalidae) családjába tartozó Melanorectes nem egyetlen faja.

## Rendszertani eltérés
A szóban forgó fajt, korábban a Pitohui madárnembe sorolták, azonban bebizonyosodott, hogy az egy gyűjtő taxon volt, amelybe több egymásra hasonló madarat raktak együtt. Idővel a Pitohui madárnemet két fajjal együtt kivették a légyvadászfélék családjából és áthelyezték a sárgarigófélék (Oriolidae) családjába. Azonban a korábban odatartozott további 4 fajt szétosztották három különböző nembe, de ezek közül kettő (Pseudorectes és Melanorectes) megmaradt a légyvadászfélék között. A harmadikat az Ornorectes nevűt az újonnan létrehozott Oreoicidae nevű madárcsaládba sorolták be.

## Rendszerezése
A fajt Hermann Schlegel német ornitológus írta le 1871-ben, a Rectes nembe Rectes nigrescens néven. Régebben a Pitohui nembe sorolták Pitohui nigrescens néven.

## Alfajai
- Melanorectes nigrescens buergersi (Stresemann, 1922)
- Melanorectes nigrescens harterti Reichenow, 1911
- Melanorectes nigrescens meeki (Rothschild & Hartert, 1913)
- Melanorectes nigrescens nigrescens (Schlegel, 1871)
- Melanorectes nigrescens schistaceus (Reichenow, 1900)
- Melanorectes nigrescens wandamensis (Hartert, 1930)[2]

## Előfordulása
Új-Guinea szigetén, Indonézia és Pápua Új-Guinea területén honos. Természetes élőhelyei a szubtrópusi és trópusi hegyi esőerdők. Állandó, nem vonuló faj.

## Megjelenése
Testhossza 23 centiméter, testtömege 73–86 gramm.

## Életmódja
Gyümölcsökkel és rovarokkal táplálkozik, esetenként magvakat is fogyaszt.

## Természetvédelmi helyzete
Az elterjedési területe nagy, egyedszáma pedig stabil. A Természetvédelmi Világszövetség Vörös listáján nem fenyegetett fajként szerepel.